# 3380 Awaji
3380 Awaji eller 1940 EF är en asteroid i huvudbältet, som upptäcktes den 15 mars 1940 av den ungerska astronomen György Kulin i Budapest. Den har fått sitt namn efter den japanska ön Awaji.
Den tillhör asteroidgruppen Koronis.